# Илифия
Или́фия (др.-греч. Εἰλείθυια) — персонаж древнегреческой мифологии, богиня родов. Эпитет Илифия также использовали относительно богинь Геры и Артемиды, которых связывали с помощью роженицам. Согласно верованиям древних греков, без содействия Илифии не происходили ни одни роды. В большинстве случаев её участие было спасительным, но в некоторых могло быть и губительным. Илифию считали дочерью Зевса и Геры. Последняя удерживала дочь на Олимпе во время родов возлюбленной Зевса Лето. Также по наущению Геры Илифия задержала роды Геракла, чтобы дать Еврисфею возможность родиться первым и стать царём.
Культ богини имел общегреческое распространение. Он сформировался на Крите, затем через Делос распространился в Аттике и других частях Эллады.

## Этимология
Наиболее ранняя форма имени Илифия была записана линейным письмом B на микенском языке и звучала как «e-re-u-ti-ja». Этимология этого слова до конца не ясна. Лингвист Р. Бекес предполагает его индоевропейское происхождение, М. Нильссон считал его догреческим. Фридрих Макс Мюллер связывал имя с греческим глаголом др.-греч. ἐλεύθω, обозначавшим «приносить». Богиня «др.-греч. Εἰλείθυια» соответственно была «приносящей». В. Буркерт тоже предполагает исключительно греческое происхождение слова. В то же время префикс ἐλεύθ встречается и в догреческих топонимах, таких как др.-греч. Ελεύθερνα (Элефтерна). Именование богини в Лаконии и Мессении др.-греч. Ἐλυσία связано с названием месяца др.-греч. Ελευσίνιος.

## Мифы
Илифию считали дочерью Геры и Зевса. Эпитет Илифия также могли использовать относительно Геры и Артемиды.
В классических версиях мифов Илифия как посылает роженицам острые боли, так и избавляет их от страданий. Согласно Каллимаху, она была матерью богинь радости харит.
По одной из версий мифа, Илифию удерживала Гера на Олимпе во время родов возлюбленной Зевса Лето. После девяти дней схваток боги сжалились над роженицей и отправили на Олимп Ириду с наказом во что бы то ни стало незаметно от Геры потребовать помощи для Лето. Та убедила Илифию спуститься на Делос, после чего сразу же родились Артемида с Аполлоном. По локальной делосской версии мифа, Илифия прибыла на помощь к Лето из Гипербореи.
Илифия играет важную роль в мифе о рождении Геракла. Гера, ревновавшая к возлюбленной Зевса Алкмене, приказала дочери ускорить роды Никиппы и задержать Геракла. Перед этим она хитростью заставила своего супруга, ждавшего рождения Геракла, поклясться, что первый родившийся из рода Персея станет царём. Когда из-за действий Илифии первым на свет появился недоношенный Еврисфей, Зевс был вынужден сдержать обещание.
Этот миф получил продолжение в сочинениях более поздних авторов. Богини судьбы мойры и Илифия по приказу Геры делали всё, чтобы отсрочить рождение Геракла. Одна из служанок Алкмены Галанфида, поняв, что происходит, и видя мучения своей госпожи, прибежала к Илифии и мойрам с известием, что ребёнок родился (или просто криком дала понять, что это случилось). Илифия с мойрами были так удивлены невозможному — появлению на свет ребёнка без их ведома, — что оцепенели. В этот момент и родился Геракл. Гера в отместку превратила Галанфиду в ласку.
Когда беременная кипрская царевна Мирра превратилась в мирровое дерево, чтобы скрыться от своего отца после совершённого ним инцеста, Илифия из щели в коре вытащила младенца Адониса.

## Культ
Культ Илифии сформировался на Крите, откуда попал на Делос, а затем распространился в Аттике и других частях Эллады. На Делосе Илифию особенно почитали. Ей приносили жертвы и пели специальный гимн, в котором Илифию уподобляли богине судьбы и называли матерью Эрота. Это было выражением благодарности за помощь в рождении на острове Аполлона.
Страбон описывает пещерное святилище Илифии в Амнисе на Крите. В Афинах храм богини располагался между культовыми сооружениями, посвящёнными Серапису и Зевсу Олимпийскому. В нём находились две деревянные статуи, одну из которых, по местному преданию, привёз из Делоса легендарный Эрисихтон, а вторую подарила жена Тесея Федра. Также в античных источниках содержатся сведения о культовых сооружениях Илифии в Мегаре, Эгионе, Буре, Тегеи и множестве других полисов, что свидетельствует об общегреческом распространении культа.
В Древнем Риме Илифия отождествлялась с Луциной. В античном мире происходило сближение не только древнегреческих и древнеримских верований, но и древнеегипетских; Илифию могли отождествлять с Баст и Исидой. В её честь во время правления Птолемеев был даже переименован древнеегипетский город Нехеба. Илифияполис (др.-греч. Είλειθυίας πόλις) на сегодняшний день носит название Эль-Каб.
Изображали Илифию преимущественно молодой женщиной с закутанной в плащ головой, обнажёнными руками и факелом в руке. По одному из толкований, факел обозначал муки рожениц, подобные огню.